# ماي كيميكال رومانس
ماي كيميكال رومانس (بالإنجليزية: My Chemical Romance/MCM)‏ هم فرقة روك أمريكية أسست في سنة 2001. أعضاء الفرقة الحاليون هم جيرارد واي، مايكي واي، فرانك آيرو، راي تورو، جايمس ديويس. انتهت الفرقة في 22 مارس 2013.

## البدايات
بعد وقت قصير من حادثة برج التجارة العالمي في 11 سبتمبر 2001 قرر جيرارد واي ان يبدأ الفرقة واقترح اسم الفرقة مايكي واي فأصدرو أول ألبوم لهم I Brought You My Bullets, You Brought Me Your Love في 2002 حاز على نجاح كبير ولأنهم قد وضعو ألبومهم الأول مجانا في مواقع التواصل الاجتماعي حاز على نجاح كبير

## تاريخ الفرقة

### بداية المشوار الفني من (2001–2002)
شكل الفرقة جيرارد واي والدرامر السابق مات بيليسيير حوالي اسبوع بعد احداث 11 سبتمبر 2001. جيرارد شهد تحطم الطائرات في مركز التجارة العالمي مما أثر في طريقة حياته إلى حد انه قرر البدء بفرقة روك. لقد كتبت أغنية (سكاي لاينز أند تيرنستايلز) "Skylines and Turnstiles" للتعبير عن مشاعره حول الحادي عشر من سبتمبر. بعد ذلك بوقت قصير، طلب من راي تورو الانضمام إلى الفرقة. أول تسجيل تم في علية منزل مات بيسيليير، حيث سجلوا كيوبيكلز وأور ليدي أو سوروز "Our Lady of Sorrows" و"Cubicles". بعد ما الاخ الأصغر لجيرارد، مايكي واي للتسجيل، اعجب به كثيراً وقرر الانضمام للفرقة، فاوقف دراسته الجامعية وتعلم الباس غيتار من اجل القيام بذلك.
وقعت ماي كيميكال رومانس مع شركة تسجيلات أي بول ريكوردز Eyeball Records وعزفوا مع فرقتي بينسي بريب Pencey Prep وثارسداي Thursday في نفس الغرفة. هناك التقت الفرقة بفرانك آيرو الذي كان المغني وعازف الإيتار لفرقة Pencey Prep. بعد أن تفرقت فرقة بينسي بريب Pencey Prep في عام 2001/2002 أصبح فرانك عازف الإيتار لفرقة ماي كيميكال رومانس قبل أيام معدوده من تسجيل أول البوم للفرقة (ثلاثة أشهر بعد تأسيس الفرقة). اسم الالبوم الأول هم "I Brought You My Bullets, You Brought Me Your Love" في عام 2002. على الرغم من انضمام فرانك للفرقة أيام قبل تسجيل الالبوم بقد عزف في اغنيتين، احداهما "Early Sunsets Over Monroeville". خلال هذا الوقت، حجزت الفرقة للعزف في Big Daddy's venue, حيث بدؤا بتلقي الانتباه العام.

### بداية الشهرة من (2003–2006)
في عام 2003، وقعت الفرقة صفقة مع شركة تسجيلات ريبرايز ريكوردز Reprise Records. تبعها جولة مع فرقة أفنجد سفن فولد، بدأت الفرقة العمل على الالبوم الثاني بعنوان "Three Cheers for Sweet Revenge". تم توزيعه في عام 2004, الالبوم أصبح بلاتينيوم في غضون سنة. الفرقة أنتجت ثلاث سينغلز من الالبوم: "I'm Not Okay (I Promise)", "Helena" و"The Ghost of You", في خلال هذا الوقت بدلت الفرقة مات بيسيليير ببوب براير، بعد أن كانوا قد ذهبوا إلى اليابان في يوليو 2004.
وفي بداية عام 2005، الفرقة كانت مدعومه في أول Taste of Chaos tour, وكانوا أيضاً الفرقة الافتتاحية لفرقة غرين دي في جولة American Idiot. وخلال الصيف، شاركوا في الWarped Tour 2005 مع فول آوت بوي. في وقت لاحق من تلك السنة شاركوا وترأسوا الجولة مع فرقة Alkaline Trio وthe Full Effect في جميع أنحاء الولايات المتحدة. وفي نفس السنة، تعاونوا مع فرقة The Used لينتجوا كوفر "Under Pressure" في الأصل من قبل Queen and David Bowie اللي أطلق باعتباره سينغل منفعه على iTunes وغيرها من منافذ الإنترنت.
في 12 مارس 2006, تم إنتاج 2 DVD و1 CD بعنوان "Life on the Murder Scene". لقد شمل على دي في دي واحد سرد تاريخ الفرقة، ودي في دي آخر يحتوي على الفيديوهات الموسيقية للفرقة، اعداد الفيديوهات، وبعض التسجيلات الحية. تم إنتاج دي في دي آخر عن الفرقة غير مرخص بعنوان "Things That Make You Go MMM!" بتاريخ 27 يونيو 2006. الدي في دي لا يحتوي على أي من افراد الفرقة أو إنتاجاتهم، ولكنه لا يتضمن مقابلات مع اولئك الذين يعرفون الفرقة قبل الكثير من الشهرة.
بدأت الفرقة بتسجيل ثالث البوم لهم في 10 أبريل 2006 مع روب كافالو الذب انتج الكثير من البومات فرقة غرين داي غرين دي. في 3 أغسطس 2006, انتهت الفرقة من تصوير فيديوهات من أول 2 سينغلز من الالبوم، "Welcome to the Black Parade"و "Famous Last Words", الذي عرض في يناير 2007. الفيديو من إخراج سام باير. خلال تصوير فيديو "Famous Last Words", أعضاء الفرة جيرارد وبوب اصابوا. جيرارد عانى من تمزق باربطة كاحله، بوب اصيب بحروق في رجله واحتاج إلى مراقبة مستمرة في المستشفى مما اضطر الفرقة لإلغاء عدد قليل تواريخ الجولة. تم تبليغ عدة وكالات انباء ان الاصابات حدثت نتيجة لحادث سيارة، اكدت الفرقة في موقعهم الرئيسي ومايسبيس ان هذه الاصابات وقعت خلال تصوير الفيديو.

### البوم ذا بلاك باريد من (أغسطس2006– الوقت الحالي)
في 2 سبتمبر 2006, وضعت الفرقة "Welcome to the Black Parade" في مايسبيس وبيورفوليوم. "Welcome to the Black Parade" اذيعت لأول مرة في الراديو بتاريخ 11 سبتمبر 2006. في سبتمبر تم عرض فيديو "Welcome to the Black Parade" في المملكة المتحدة، وفي 27 سبتمبر 2006 في الولايات المتحدة.
بدأت جولة The Black Parade العالمية في 22 فبراير 2007 مع رايز أغينست ‏، الخميس وميوز كحركة دعم. في أول كونسرت من الجولة في نانشستر، نيو هامبشاير اعلنوا إضافة James Dewees الذي سيعزف لوحة المفاتيح في التور.
في 19 أبريل 2007, أعلن ان مايكي سيترك ماي كيميكال رومانس مؤقتاً لجولة 2007 لقضاء بعض الوقت مع زوجته الجديدة اليسيا سيمونز/واي. العازف المستبدل لمايكي كان مات كورتيز الذي هو صديق للفرقة. وفي 29 أغسطس 2007 خلال حفله موسيقية في هولمدل، نيوجيرسي، عاد مايكي في أداء أغنية "I'm Not Okay (I Promise)".
خلال المحطة الثالثة من الجولة العالمية للThe Black Parade مع ميوز، اعضاؤ ماي كيميكال رومانس واعضاء الطاقم واعضاء فريق ميوز تعرضوا لتسمم غذائي، وبالتالي تم إلغاء ستة عروض. كانوا ماي كيميكال جزء من جولة Projekt Revolution في 2007 مع غفل، Mindless Self Indulgence، Saosin، Taking Back Sunday، HIM, ولينكين بارك.
رشحت فرقة ماي كيميكال رومانس لنيل جائزة بست ألترناتيف غروب "Best Alternative Group" في جوائز الموسيقى الأمريكية لعام 2007, إلى جانب فرقة لينكين بارك Linkin Park وذا وايت ستريبسذي وايت سترايبس، ولكن ولكن فازت فرقة لينكن بارك لينكين بارك فازوا بالجائزة. هذه الحفل لم يبث في التلفاز.
في نهاية عام 2007, أعلن ان جيمس ديويز سينضم لماي كيميكال رومانس كعضو دائم، كعازف لوحة المفاتيح الموسيقية للألبوم المقبل. لم يتم الإعلان عن تاريخ الالبوم الجديد.
في آب / أغسطس 2010، أعلنت الفرقة انها الانتهاء من تسجيل ألبوم جديد

## الاسلوب الموسيقي والتأثيرات
وصف الاعلام موسيقى ماي كيميكال رومانس على انها «بوب بنك», «ايمو», «التيرناتيف روك», «بوست-هاردكور» و«إحياء البنك». الفرقة وصفوا موسيقاهم بانها مجرد «روك» أو «بوب عنيف خطر» في موقعهم الرسمي، فضلا عن رفض المصطلح «ايمو» ليصف أسلوبهم.
قالوا ماي كيميكال رومانس ان الفرق التي لها التأثير الرئيسي على موسيقاهم كوين، الخميس، أيرون ميدن، The Misfits، موريسي/ذا سميثز وبيستي بويز. قال جيرارد «نحن نحب فرق مثل كوين حيث انهم كبار ومهيبين، لكن نحب أيضاً فرق مثل Black Flag وThe Misfits, الذين سيبدون كالمجانين تماماً». في نشأتهم، تأثروا جداً بأفلام الرعب والقصص المصورة مما اثر على موسيقاهم وكلمات اغانيهم والصورة حيث معضمهم يحتوي على عناصر الخيال، الرعب والأسلوب الروائي والمسرحي.

## نهاية الفرقة
في 22 مارس 2013 أعلنت ماي كيميكال رومانس انتهاء مسيرتهم الفنية، وكتبت ذلك في موقعهم الرسمي، جاء فيه:
«كوننا في هذة الفرقة لمدة أثنا عشر سنة كان أمراً بالفعل مبارك. لقد تمكنا من الذهاب للأماكن لم نعرف يوماً أننا قادرين للذهاب أليها، وكنا قادرين على أن نرى ونجرب اشياء ً لم نتخيل يوماٍ أنها معقولة. لقد تشاركنا المسرح مع أشخاصاً نحب، أشخاصاً نحترم، والأفضل من هذا كله، أشخاصاً هم أصدقائنا. والان، كما مثل الأشياء العظيمة، لقد حان الوقت لها لكي تنتهي. شكراً لدعمكم، وشكراً لكونكم جزء ً من هذة المغامرة»
كتب جيرارد واي تغريدة مفصّلة في حسابه في تويتر بعد يومين من أعلانهم للأنفصال الفرقة في موقعهم الرسمي، حيث أكد فيها خبر أنفصال الفرقة ونفى أن تكون المشادات هي سبب أنفصالهم.

## أعضاء الفرقة

### الاعضاء الحاليين
- جيرارد واي - المغني الرئيسي (2001 - 2013)
- راي تورو - غيتار رئيسي /غناء خلفي (2001 - 2013)
- فرانك آيرو - ريذم غيتار /غناء خلفي (2002 - 2013)
- مايكي واي - باس غيتار (2001 - 2013)
- جايمس ديويس - كيبورد (2007 - 2013)

### الاعضاء السابقين
- مات بيسيليير - درمز (2001-2004)
- بوب براير - درمز (2004-2010)

### أعضاء العروض الحية
- مايكل بيدكوني - درمز (2010 - 2011)

## وصلات خارجية
- ماي كيميكال رومانس على موقع IMDb (الإنجليزية)
- ماي كيميكال رومانس على موقع الموسوعة البريطانية (الإنجليزية)
- ماي كيميكال رومانس على موقع ميوزك برينز (الإنجليزية)
- ماي كيميكال رومانس على موقع ميوزك برينز (الإنجليزية)
- ماي كيميكال رومانس على موقع رولينغ ستون (الإنجليزية)
- ماي كيميكال رومانس على موقع أول ميوزيك (الإنجليزية)
- ماي كيميكال رومانس على موقع ديسكوغز (الإنجليزية)
- الموقع الرسمي لماي كيميكال رومانس
- الموقع الرسمي لـThe Black Parade
- MySpace ماي كيميكال رومانس